# Французский бульвар (торговая марка)
«Французский бульвар» — название торговой марки украинских тихих, игристых вин и коньяков, принадлежащей Частному акционерному обществу «Одессавинпром», расположенному в г. Одессе, на Французском бульваре, 10, тесно связано с историей города и характером формирования винодельческой отрасли в зоне степного Северного Причерноморья.

## История

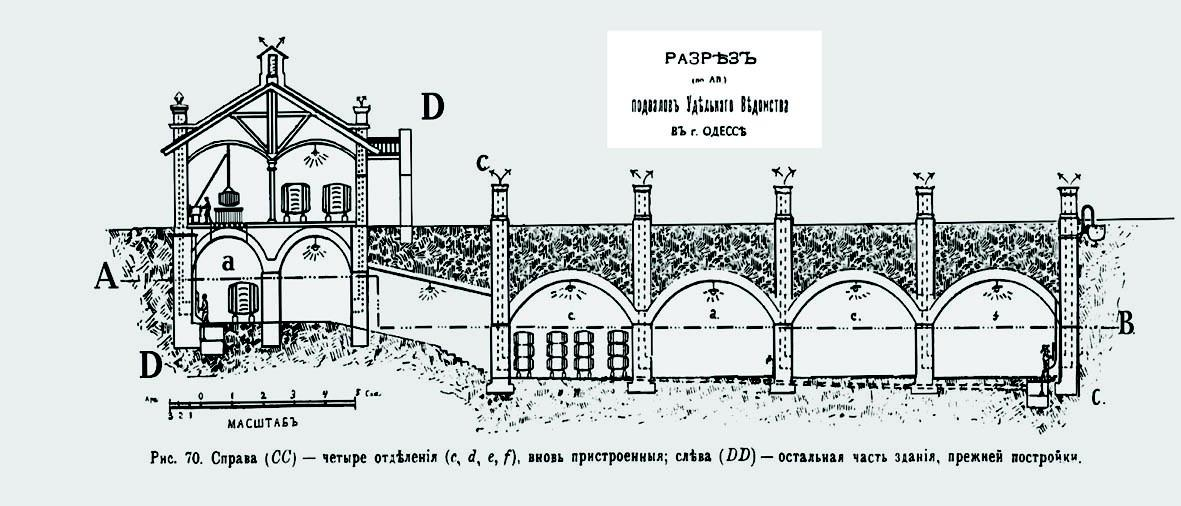
Чертеж винных подвалов Франсуа Нуво на момент покупки предприятия департаментом Удельного виноделия. Опубликован в журнале «Вестник Виноделия», издававшимся Василием Таировым в 1911 году.

До 1902 года улица называлась Малофонтанской дорогой. В 1857 году в старых катакомбах, выходящих к морю, бельгийский консул, профессор медицины Виктор Энно и французский негоциант Франсуа Нуво, владевший винным магазином на ул. Дерибасовской, открыли подвал для производства и хранения вин. Позднее Энно отошел от дел, но на протяжении многих лет предприятие было известно одесситам, как подвал Нуво.

### Центральный склад Удельного ведомства
В 1889 году подвал, вместе с оборудованием и винами, у фирмы «Нуво и Фук» выкупило Удельное виноделие Двора русского императора Александра III. Сделка осуществлялась при участии князя Л. С. Голицына, который позднее занял пост главы Удельного виноделия. Характер и предмет покупки описан ученым А. Е. Саломоном в журнале «Вестник виноделия», издававшемся В. Е. Таировым. «Покупка, ремонт и пристройка четырех новых пролетов, произведенная архитектором Токаревым, — писал Саломон, — обошлись в 222 тысячи рублей».
Предприятие получило название «Центральный склад Удельного ведомства», располагавший площадью в 1,5 десятин (1,65 га) для выдержки вин. Здесь работало 30 рабочих под руководством 4 кавистов (мастеров погреба), главным из которых был бордосец Жюль Реймон. Заведующим масштабного предприятия, с годовым объемом производства вин более 100000 ведер, был инспектор Уделов Е. Ю. Ватель.
Удельное виноделие способствовало не только развитию виноделия в крае, но и появлению на картах Одессы Французского бульвара, как центральной улицы курортного района.

### ЧАО «Одессавинпром»
В период с 1900 по 1902 год проводилось расширение Малофонтанской дороги, и Удельное виноделие отказалось от части своей территории в пользу городской общины. Длительные переговоры по урегулированию земельных споров вел камергер Высочайшего Двора В. Н. Мартынов. В результате Удельное ведомство утратило прямой выход в Удельный переулок (который существует по сегодняшнее время) и было вынуждено засыпать подземный выход из подвалов к берегу моря. В это же время Уделы заказали известному архитектору Л. Л. Влодеку, автору Одесского пассажа, проект нового здания заводоуправления. Оно разместилось в начале нового Французского бульвара, рядом с дачей вдовы итальянского коммерсанта Марка Молинари. Впоследствии оба эти здания были национализированы и переданы в состав «Укрвинделправления» — административного органа с правами министерства, руководившего винодельческой отраслью Украинской ССР в 20-е годы. Ныне сохранились фрагменты стены дачи Молинари, примыкающей к зданию винного бутика торговой марки «Французский бульвар». В доме, построенном архитектором Влодеком, располагается офис ЧАО «Одессавинпром», а в подвалах Нуво, реставрированных Токаревым, цеха для производства шампанских вин этой торговой марки.
Удельные вина из центрального Одесского подвала были хорошо известны в конце XIX-начале XX вв. и пользовались популярностью в различных общественных сословиях. В воспоминаниях Валентина Катаева о жизни Ивана Бунина в Одессе есть подтверждение особых достоинств удельных вин:
«Если же за столом было вино, купленное в складчину, то Бунин забирал в полное своё распоряжение одну бутылку красного удельного, а остальное — как хотят. Меня же, как самого младшего, он назначал председателем стола и виночерпием, так что я, прежде чем, например, подружиться с Алексеем Толстым, налил ему не один стакан вина».

### Первый экспериментальный винзавод
В период с 1892 по 1898 гг., Удельное виноделие возглавлял князь Л. С. Голицын, который комплектовал персонал винных заводов Двора преимущественно французскими, иногда испанскими специалистами, и устанавливал жесткие технологические правила изготовления вин. Часто они превосходили по качеству вина с иностранными этикетками, поскольку в Русской империи подделывалось около половины всей ввозимой в страну алкогольной продукции.
В 20-х годах прошлого века подвалы на Французском бульваре используют предприниматели эпохи новой экономической политики. Часто на этикетках произведенных ими вин упоминаются «бывшие Уделы», что было распространенной практикой того времени. В начале 30-х годов по распоряжению Главвино СССР, на бульваре, переименованном в Пролетарский, создается Первый экспериментальный винзавод. В течение нескольких десятилетий он играет роль центра технологических экспериментов и новаций для всей винодельческой отрасли Украинской ССР.
Здесь работали и проводили опыты крупные ученые, разработчики советских технологий изготовления различных типов вин. Среди них А. А. Кипен, руководивший «Винделправлением» в конце 20-х годов, А. И. Погибко, читавший лекции по виноделию в Новороссийском университете.

### Винно-шампанский завод дирекции садоводства и виноградарства Одесского губернаторства
В годы румынской оккупации администрация Транснистрии вернула улице название Французский бульвар и создала здесь «Винно-шампанский завод дирекции садоводства и виноградарства Одесского губернаторства». Завод выпускал большой ассортимент вин. Предприятие военного времени было настолько успешным и значительным, что его посетил кондукэтор Румынии маршал Ион Антонеску.

### «Одесский винзавод № 1 Укрглаввино»
В 1944 году, после освобождения Одессы от румынских и немецко-фашистских войск, начался новый этап жизни предприятия на Пролетарском бульваре. Улице вновь возвращают советское название. ОЭВЗ (Одесский экспериментальный винзавод) продолжает занимать подвалы и цеха, а заводоуправление становится конторой нового административного образования Советской эпохи — «Черноморсовхозвинтреста» Одесского Совнархоза. Трест и завод часто переименовывали. Он носил названия «Одесский винзавод № 1 Укрглаввино», «ОВЗ Управления винодельческой промышленностью Одесского Совнархоза», «ОВЗ Одессавинтреста» и др. В 1965 году руководителем треста назначен Рубен Вартанович Гулиев, который остается его бессменным лидером на протяжении 45 лет.
К 1985 году предприятие превращается в крупнейшее производственно-аграрное объединение, где работает 20 тыс. человек. Площадь виноградников составляет 13348 га, объем валовой продукции превышает 335,1 млн рублей в год или более 400 млн долларов США по курсу того времени. Объединение выпускает созданные на его предприятиях винные бренды: столовые марочные вина «Надднепрянское», «Ркацители одесское», «Леанка украинская», «Оксамит Украины», «Шабское белое», десертные марочные и ординарные вина, а так же игристые вина, шампанское и коньяк. Здесь стимулируют создание новых марок вин, ведут обучение кадров, используют производственную базу для научных разработок. Видные советские ученые-виноделы А. А. Преображенский, А. А. Мержаниан, С. А. Брусиловский не раз бывали на предприятии и проводили в его стенах испытания новых акратофоров, колонок для производства хереса, линий розлива и другого оборудования и технологий.

## Торговая марка «Французский Бульвар»
В 1991 году, после распада СССР, отраслевой трест прекратил своё существование. Входящие в него винодельческие заводы, в том числе и ОЭВЗ, получили самостоятельность. Завод сменил форму собственности и стал акционерным обществом закрытого типа. В сложных экономических условиях, которыми характеризовался период становления Украины, как независимого государства, предприятию удалось сохранить кадры и производство в рабочем состоянии. Бульвару вновь возвращено название Французский, и ЗАО «Одессавинпром» стало одним из быстро развивающихся предприятий Одесской области. С 1997 года продукция компании выпускается под торговой маркой «Французский Бульвар». В это же время закладываются сотни гектаров новых виноградников, проводится модернизация всех технологических циклов. В 2007 году компания реализует масштабный проект строительства нового винодельческого комплекса в селе Розовка Саратского района Одесской области с объемом инвестиций более 10 млн евро.